# Premier ministre de Lettonie
Le Premier ministre de Lettonie (en letton : Latvijas Ministru prezidents, littéralement « ministre-président de Lettonie ») est le chef du gouvernement de la république de Lettonie depuis 1993. Le pays ayant adopté un régime parlementaire, il détient la majorité du pouvoir exécutif.
L'actuelle titulaire de la fonction est Evika Siliņa, depuis le 15 septembre 2023.

## Considérations constitutionnelles

### Nomination
Le Premier ministre est désigné par le président de la République, qui, dans les faits, tient compte de la répartition des forces à la Saeima. De ce fait, il ne choisit pas nécessairement un membre du parti majoritaire. 
Une fois désigné, le candidat choisit les ministres qui formeront son gouvernement. Lorsque celui-ci est composé, il présente aux députés la liste des ministres ainsi que le programme du gouvernement, sur lesquels il doit obtenir leur confiance. En cas d'investiture, l'ensemble du gouvernement commence immédiatement à exercer ses fonctions et son autorité.
Si la confiance est refusée, la procédure est recommencée.

### Titre et rang protocolaire
Constitutionnellement, il porte le titre de Ministru prezidents (littéralement « ministre-président »), traduit habituellement en français par « Premier ministre »,, dont l'équivalent littéral existe également en langue lettonne (premjerministrs).
Dans l'ordre protocolaire, il occupe la troisième place, après le président de la République et le président de la Saeima.

### Pouvoirs
Il détermine la direction générale des activités gouvernementales, et assure la coordination du travail des ministres. Il conduit les réunions du conseil des ministres, dont il préside les séances, ainsi que celles des différents comités gouvernementaux. Il nomme les ministres d'État et les ministres, après avoir reçu la confiance de la Saeima, ainsi que les secrétaires parlementaires, sur proposition des ministres. Il peut également décider de créer des conseils consultatifs ou des groupes de travail qui lui soumettent des avis et propositions.
Il peut demander à un ministre de démissionner, et celui-ci doit s'exécuter, quand bien même il n'aurait pas fait l'objet d'un vote de censure de la Saeima. En cas de démission volontaire, il remplace lui-même le ministre, ou en désigne un autre pour exercer l'intérim. Une fois un remplaçant choisi, il en informe le gouvernement, le président de la République et le président du Parlement. Le nouveau ministre ne pourra prendre ses fonctions qu'après avoir obtenu la confiance des députés.

### Administration

Drapeau du Premier ministre de Lettonie.

Le Premier ministre exerce la tutelle du bureau de prévention et de lutte contre la corruption (KNAB) et du service d'information et d'analyse par l'intermédiaire de son administration, connue sous le nom de chancellerie d'État (Valsts kanceleja). Celle-ci assiste le Premier ministre en assurant notamment la préparation des réunions du conseil des ministres, en participant à la préparation et la mise en œuvre de la politique du gouvernement, ou encore en coordonnant et supervisant l'application des décisions du conseil des ministres ou du chef du gouvernement.
Il dispose en outre de son propre cabinet, dont il nomme le directeur.

### Rapports institutionnels
À sa demande, le bureau de la Saeima est tenu de convoquer une session de l'assemblée. De même, si la majorité des deux tiers y consent, il peut obtenir que les députés discutent et délibèrent à huis clos. Pour sa part, il doit répondre aux questions ou interpellations qui lui sont adressés par les parlementaires, et leur présenter tous les actes ou documents nécessaires. En outre, il contresigne tous les actes du chef de l'État, dont il endosse ainsi la responsabilité politique, à l'exception du décret le désignant et de l'acte de dissolution de la Saeima.

### Fin de mandat
Son mandat prend fin en cas de décès, démission, refus de la confiance ou vote de censure. En cas de démission, consécutive ou non à une perte de la confiance parlementaire, il doit en informer le président de la République et le président du Parlement, ce dernier inscrivant cette décision à l'ordre du jour de la prochaine séance. Il continue d'exercer ses fonctions jusqu'à l'investiture de son successeur, sauf si la Saeima a désigné une autre personne pour remplir cette mission.

## Incompatibilités
Le Premier ministre ne peut cumuler ses fonctions avec un autre emploi rémunéré dans l'administration publique de l'État ou des collectivités locales, à l'exception d'un mandat de député à la Saeima ou un poste universitaire. Il ne peut occuper aucun emploi ou poste dans une société privée ou institution financée par le budget de l'État ou bénéficiant du secteur public. Il n'en est outre pas autorisé à remporter un marché public ou obtenir des concessions.
Il peut en outre exercer la direction d'au maximum un ministère. Ainsi, en 2009 puis 2010, Valdis Dombrovskis a pris la direction du ministère de la Famille, puis du ministère du Développement régional, en prélude à leur disparition.

## Liste des titulaires
L'actuelle titulaire du poste est Evika Siliņa, d'Unité, depuis le 15 septembre 2023. Depuis sa création, en 1993, 12 personnes ont occupé le poste de Premier ministre, certaines à deux reprises. Ivars Godmanis, président du Conseil des ministres de 1990 à 1993 et donc premier chef de gouvernement de la Lettonie indépendante, est également considéré comme un ancien titulaire. Valdis Dombrovskis détient le record de longévité à ce poste avec quatre ans et 11 mois.